# Rudolf
Rudolf – imię męskie pochodzenia germańskiego. Utworzone ze słów „hrod” - sława, chwała i „wolf” - wilk. Imię to zapisywano w Polsce od XII wieku, m.in. w formach Rodulfus, Rudolfus, Rudolf i Rudulf. Często występowało w rodach panujących Austrii i Niemiec. Jego żeńskimi odpowiednikami są Rudolfa i Rudolfina.
Odpowiedniki w innych językach:
- łacina – Rudolphus
- język angielski – Rudolph
- język japoński -　ルドルフ (w rōmaji – Rudorufu)

Rudolf imieniny obchodzi:
- 21 czerwca (na pamiątkę św. Rudolfa, arcybiskupa Bourges +860)
- 25 lipca (na pamiątkę bł. Rudolfa Acquavivy +1583)
- 1 sierpnia (na pamiątkę bł. Rudolfa, ucznia św. Jana Gwalberta +1076)
- 17 października (na pamiątkę św. Rudolfa, biskupa Gubbio +1066)
- 1 grudnia (na pamiątkę św. Rudolfa Sherwina +1581)

## Znane osoby o tym imieniu
- Rolf, wódz Normanów
- Rudolf I Habsburg
- Rudolf II Habsburg
- Rudolf III Habsburg
- Rudolf III Saski
- Arcyksiążę Rudolf
- Rudolf Szwabski
- Rudolf żagański
- Rudolf Adamczyk
- Ralf Akesson
- Rudi Altig
- Rudi Arndt
- Rudolf Augstein
- Ralph Bakshi
- Rudolf Batz
- Rudolf Bażanowski
- Raoul Bott
- Raoul Bova
- Rudolf Brandt
- Raúl Bravo
- Rudolf Breuss
- Rudolf Carnap – niemiecki filozof, logik i matematyk
- Rudi Carrell
- Raúl Castro
- Rudolf Charousek
- Rudolf Clausius – niemiecki fizyk, twórca termodynamiki
- Rudolf Colloredo
- Ralf Dahrendorf
- Rudolf Dassler
- Rudolf von Delbrück
- Rudolf Diesel – niemiecki konstruktor
- Ralph Doubell
- Rudolf Dreszer
- Raoul Dufy
- Rudolf Dzipanow
- Rolf Ekéus
- Ralph Ellison
- Ralph Waldo Emerson
- Rudolf Eucken
- Rudolf Friedrich
- Rudi Geil
- Rudy Giuliani
- Ralph Goodale
- Raúl González Blanco – piłkarz
- Raúl González – chodziarz
- Rudolf Gnägi
- Rodolfo Graziani – włoski marszałek, markiz, zwolennik faszyzmu i Benita Mussoliniego
- Rudolf Gundlach – duchowny
- Rudolf Gundlach – inżynier
- Raoul Hausmann
- Rolf de Heer
- Rudolf Hell
- Rudolf Hess – jeden z przywódców III Rzeszy
- Rolf Hochhuth
- Rudolf Hoess
- Ruud Janssen – (ur. 1979) – holenderski szachista, arcymistrz
- Rudolf Jaszowski
- Raúl Juliá
- Rudolf von Jhering
- Rudolf Kalman
- Rudolf Kapera
- Rudolf Kindler
- Ralph Kirby
- Rudolf Komorek – błogosławiony misjonarz w Brazylii, salezjanin.
- Rudolf Kornke
- Rolf Landauer
- Rudolf Lange
- Ralph Lauren
- Ralph Linton
- Rudolf Lipschitz
- Rudolf Hermann Lotze
- Raúl Lozano
- Rudolf Mildner
- Rudolf Modrzejewski
- Ralf Möller
- Rudolf Mößbauer – niemiecki fizyk
- Ralph Nader
- Rolf Nevanlinna
- Rudolf Nierlich
- Rudolf-August d’Ornano
- Rudolf Ostrihansky
- Rudolf Otto
- Rudi Pawelka
- Raúl Primatesta
- Rodolfo Quezada Toruño
- Rudolf Ranoszek
- Ralph Rieckermann
- Rudolf Rohaczek
- Rolf Rosenthal
- Rudolf Roy
- Rudolf von Rüdesheim
- Rudolf Scharping
- Rudolf Schenker
- Rudi Schuberth
- Ralf Schumacher
- Rudolf Schuster
- Rudolf von Sebottendorf
- Rodolphe William Seeldrayers
- Rezső Seress
- Rodolfo Stavenhagen – meksykański socjolog, Specjalny Sprawozdawca ONZ
- Rudolf Steiner
- Rudolf Ströbinger
- Rudolf Świerczyński
- Rudolf Titzck
- Rudolf Tomanek
- Rodolfo Walsh – pisarz i dziennikarz argentyński
- Raoul Wallenberg – szwedzki dyplomata i biznesmen
- Rudolf Weigl
- Ralph E. Winters
- Rudolf Valentino – włoski aktor
- Ralph Vaughan Williams
- Rudolf Virchow
- Rudi Völler
- Rudolf Zuber
- Bernhard Rudolf Abeken
- Jose Raul Capablanca
- Héctor Cúper
- Hans Rudolf Giger
- Johann Rudolf Glauber
- Rudi Kolak
- Hans-Rudolf Merz
- Axel Rudi Pell
- Ernst Rudolf von Trautvetter